# (20469) Dudleymoore
(20469) Dudleymoore est un astéroïde de la ceinture principale.

## Description
(20469) Dudleymoore est un astéroïde de la ceinture principale. Il fut découvert le 13 juillet 1999 à Reedy Creek par John Broughton. Il présente une orbite caractérisée par un demi-grand axe de 2,84 UA, une excentricité de 0,17 et une inclinaison de 2,0° par rapport à l'écliptique.

## Compléments